# NGC 1447
NGC 1447 este o galaxie lenticulară situată în constelația Eridanul. A fost descoperită în 1886 de către Francis Leavenworth. Se află la o distanță de 114,29 megaparseci de Pământ.